# 김진영 (1953년)
김진영(1953년 ~ )은 인천광역시 정무부시장, 한국방재협회 회장 등을 역임한 대한민국의 정치인, 공무원이다.

## 경력
- 1979. 12 ~ 1991. 4 건설부(현 국토교통부) 근무
- 1991. 4. ~ 2007. 1 내무부, 대통령비서실, 행정자치부(현 안전행정부), 소방방재청 근무
- 2007. 1 ~ 2014. 2 인천광역시 정무부시장, 인천도시공사 부사장, 인천상공회의소 상근부회장
- 2014. 3 한국방재협회장
- 특수법인 한국방재협회 고문
- 2023. 8 ~ : 한국안전리더스포럼포럼 고문

## 학력
- 충주남산초등학교(24회)
- 충주중학교(25회),
- 충주고등학교(28회)
- 경기대학교 졸업
- 연세대학교 대학원 (공학석사)
- 인하대학교 대학원 (공학박사)